# Val (futebolista)
Lucivaldo Lázaro de Abreu, mais conhecido como Val, (Natal, 25 de agosto de 1983) é um ex-futebolista brasileiro que atuava como volante.

## Carreira

### Início
Val já passou por muitos clubes nordestinos e começou a viver um bom momento na carreira a partir de 2011, quando pelo Mogi Mirim, se destacou pela dedicação tática, marcação e boa saída de jogo no estadual e faturou o título do interior. Conquistou o acesso à Série B pelo América de Natal. De volta ao clube paulista no Campeonato Paulista de 2012, Val marcou 3 gols, sendo um deles contra o Santos. Foi emprestado em 28 de maio de 2012 ao Bahia, onde ficou até 28 de junho do mesmo ano, retornando ao Mogi Mirim para a disputa da Série D. Foi semifinalista do Campeonato Paulista em 2013. Atraiu o interesse de Palmeiras, Santos e Ponte Preta durante o estadual.

### Flamengo
Os clubes estavam perto de um acerto com o jogador, mas o Flamengo conseguiu concluir o negócio primeiro. O volante chegou sem custo pelo fato do contrato dele com o Mogi Mirim já ter chegado ao fim.O vínculo com o Rubro-Negro seria por apenas um ano, porém, por assinar por duas temporadas, o empresário de Val cedeu 50% dos direitos econômicos do atleta ao Flamengo. O empresário dele é Paulo Pitombeira, o mesmo do atacante Hernane. Assinou um contrato de dois anos em 14 de maio de 2013. Na sua apresentação, Val comemorou a oportunidade tardia na carreira.
| “ | A gente que está em uma equipe menor pensa em algo mais, em time grande. Graças a Deus estou vivendo esse momento maravilhoso. Jogo de segundo volante, saio bastante para o jogo, gosto de ajudar sempre os atacantes e principalmente a defesa. O mais importante para mim é fazer um bom trabalho e poder ajudar a equipe. | ” |

Ainda em sua apresentação, revelou que era a realização de um sonho em poder atuar pelo seu time de coração.
| “ | Sou torcedor do Flamengo e meu sonho está sendo realizado. Espero fazer o meu melhor aqui e não sentirei a pressão pois sou acostumado a jogar com estádio cheio e não vejo a hora de poder ver isso de perto. | ” |

### Empréstimo ao América-RN
Fora dos planos do técnico Jaime de Almeida para a temporada de 2014, Val foi emprestado para o América de Natal, onde teve passagens em 2011.

### Retorno ao Botafogo-PB
No dia 18 de dezembro de 2015, Val foi anunciado como jogador do Botafogo-PB para a temporada 2016, retornando ao clube que defendeu em 2010.
No fim da temporada 2016, o jogador não teve seu vínculo renovado e deixou o Botafogo-PB. Porém, após alguns meses sem atuar por nenhum clube, Val foi recontratado pelo Botafogo-PB para a sequência da temporada 2017.

## Estatísticas
Até 17 de setembro de 2014.

### Clubes
| Clube             | Temporada         | Campeonato nacional | Campeonato nacional | Campeonato nacional | Copa nacional[a] | Copa nacional[a] | Copa nacional[a] | Competições continentais[b] | Competições continentais[b] | Competições continentais[b] | Outros torneios[c] | Outros torneios[c] | Outros torneios[c] | Total | Total | Total   |
| Clube             | Temporada         | Jogos               | Gols                | Assist.             | Jogos            | Gols             | Assist.          | Jogos                       | Gols                        | Assist.                     | Jogos              | Gols               | Assist.            | Jogos | Gols  | Assist. |
| ----------------- | ----------------- | ------------------- | ------------------- | ------------------- | ---------------- | ---------------- | ---------------- | --------------------------- | --------------------------- | --------------------------- | ------------------ | ------------------ | ------------------ | ----- | ----- | ------- |
| Alecrim           | 2009              | 0                   | 0                   | 0                   | —                | —                | —                | —                           | —                           | —                           | —                  | —                  | —                  | 0     | 0     | 0       |
| Alecrim           | Total             | 0                   | 0                   | 0                   | 0                | 0                | 0                | 0                           | 0                           | 0                           | 0                  | 0                  | 0                  | 0     | 0     | 0       |
| Botafogo          | 2010              | —                   | —                   | —                   | —                | —                | —                | —                           | —                           | —                           | 0                  | 0                  | 0                  | 0     | 0     | 0       |
| Botafogo          | Total             | 0                   | 0                   | 0                   | 0                | 0                | 0                | 0                           | 0                           | 0                           | 0                  | 0                  | 0                  | 0     | 0     | 0       |
| Mogi Mirim        | 2011              | —                   | —                   | —                   | —                | —                | —                | —                           | —                           | —                           | 16                 | 3                  | 0                  | 16    | 3     | 0       |
| Mogi Mirim        | Total             | 0                   | 0                   | 0                   | 0                | 0                | 0                | 0                           | 0                           | 0                           | 16                 | 3                  | 0                  | 16    | 3     | 0       |
| América de Natal  | 2011              | 13                  | 2                   | 0                   | —                | —                | —                | —                           | —                           | —                           | —                  | —                  | —                  | 13    | 2     | 0       |
| América de Natal  | Total             | 13                  | 2                   | 0                   | 0                | 0                | 0                | 0                           | 0                           | 0                           | 0                  | 0                  | 0                  | 13    | 2     | 0       |
| Mogi Mirim        | 2012              | 1                   | 0                   | 0                   | —                | —                | —                | —                           | —                           | —                           | 21                 | 3                  | 0                  | 22    | 3     | 0       |
| Mogi Mirim        | Total             | 1                   | 0                   | 0                   | 0                | 0                | 0                | 0                           | 0                           | 0                           | 21                 | 3                  | 0                  | 22    | 3     | 0       |
| Bahia             | 2012              | 0                   | 0                   | 0                   | —                | —                | —                | —                           | —                           | —                           | —                  | —                  | —                  | 0     | 0     | 0       |
| Bahia             | Total             | 0                   | 0                   | 0                   | 0                | 0                | 0                | 0                           | 0                           | 0                           | 0                  | 0                  | 0                  | 0     | 0     | 0       |
| Mogi Mirim        | 2012              | 11                  | 1                   | 0                   | —                | —                | —                | —                           | —                           | —                           | —                  | —                  | —                  | 11    | 1     | 0       |
| Mogi Mirim        | 2013              | —                   | —                   | —                   | —                | —                | —                | —                           | —                           | —                           | 16                 | 2                  | 0                  | 16    | 2     | 0       |
| Mogi Mirim        | Total             | 11                  | 1                   | 0                   | 0                | 0                | 0                | 0                           | 0                           | 0                           | 16                 | 2                  | 0                  | 27    | 3     | 0       |
| Flamengo          | 2013              | 12                  | 0                   | 0                   | 2                | 0                | 0                | 0                           | 0                           | 0                           | 2                  | 0                  | 0                  | 16    | 0     | 0       |
| Flamengo          | Total             | 12                  | 0                   | 0                   | 2                | 0                | 0                | 0                           | 0                           | 0                           | 2                  | 0                  | 0                  | 16    | 0     | 0       |
| América de Natal  | 2014              | 9                   | 0                   | 0                   | 7                | 0                | 0                | 0                           | 0                           | 0                           | 11                 | 1                  | 0                  | 27    | 1     | 0       |
| América de Natal  | Total             | 9                   | 0                   | 0                   | 7                | 0                | 0                | 0                           | 0                           | 0                           | 11                 | 1                  | 0                  | 27    | 1     | 0       |
| Total na carreira | Total na carreira | 46                  | 3                   | 0                   | 9                | 0                | 0                | 0                           | 0                           | 0                           | 66                 | 9                  | 0                  | 121   | 12    | 0       |

- a. ^ Jogos da Copa do Brasil
- b. ^ Jogos da Copa Sul-Americana
- c. ^ Jogos do Campeonato Paraibano, Copa do Nordeste, Campeonato Paulista e Jogo amistoso

## Títulos
Mogi Mirim
- Campeonato Paulista do Interior: 2012

Flamengo
- Troféu 125 anos de Uberlândia: 2013
- Copa do Brasil: 2013

América-RN
- Copa Cidade de Natal: 2014
- Campeonato Potiguar: 2014

Botafogo-PB
- Campeonato Paraibano: 2017